# 香川壮次郎
香川 壮次郎（かがわ そうじろう、1995年5月23日 - ）は、香川県高松市出身のハンドボール選手。日本ハンドボールリーグの大崎電気所属。

## 経歴
香川県立香川中央高等学校時代は2013年に第21回日・韓・中ジュニア交流競技会の日本代表に選ばれた。
高校卒業後は大阪体育大学へ進学。2017年の関西学生ハンドボール春季リーグでベストセブンに選出。秋季リーグでは最優秀選手に選出された。
2018年に日本ハンドボールリーグの大崎電気へ加入。
2019年1月に選手登録を抹消。2019-20年シーズンから復帰した。

## 詳細情報

### 年度別成績
| 年       | チーム   | 試合 | フィールド 得点 | 率 | 7m  | 合計 | 警告 | 退場 | 失格 |
| -------- | -------- | ---- | --------------- | -- | --- | ---- | ---- | ---- | ---- |
| 2018-19  | 大崎電気 | 1    | 0/0             | -  | 0/0 | 0/0  | 0    | 0    | 0    |
| JHL：1年 | JHL：1年 | 1    | 0/0             | -  | 0/0 | 0/0  | 0    | 0    | 0    |

### 背番号
- 18 (2018年 - )